# Кріс Морріс
Кріс Морріс (англ. Christopher Barry Morris, нар. 24 грудня 1963, Ньюкі) — ірландський футболіст, захисник.
Насамперед відомий виступами за клуби «Шеффілд Венсдей», «Селтік» та «Мідлсбро», а також національну збірну Ірландії.

## Клубна кар'єра
У дорослому футболі дебютував 1983 року виступами за команду клубу «Шеффілд Венсдей», в якій провів чотири сезони, взявши участь у 74 матчах чемпіонату. 
Своєю грою за цю команду привернув увагу представників тренерського штабу клубу «Селтік», до складу якого приєднався 1987 року. Відіграв за команду з Глазго наступні шість сезонів своєї ігрової кар'єри. Більшість часу, проведеного у складі «Селтіка», був основним гравцем захисту команди.
У 1993 році перейшов до клубу «Мідлсбро», за який відіграв 4 сезони.  Граючи у складі «Мідлсбро» також здебільшого виходив на поле в основному складі команди. Завершив професійну кар'єру футболіста виступами за команду «Мідлсбро» у 1997 році.

## Виступи за збірну
У 1987 році дебютував в офіційних матчах у складі національної збірної Ірландії. Протягом кар'єри у національній команді, яка тривала 6 років, провів у формі головної команди країни 35 матчів.
У складі збірної був учасником чемпіонату Європи 1988 року у ФРН, чемпіонату світу 1990 року в Італії.